# العلاقات القطرية الروسية
العلاقات الروسية القطرية ((بالروسية: Российско-катарские отношения)‏) تشير إلى العلاقات الخارجية الثنائية بين البلدين، قطر وروسيا.
أقيمت العلاقات الدبلوماسية بين الاتحاد السوفيتي وقطر في 2 أغسطس 1988 وفتحت السفارة السوفيتية في 12 نوفمبر/تشرين ثاني عام 1989 والقطرية بموسكو في 14 نوفمبر/تشرين ثاثي 1989 . في 26 ديسمبر/كانون ثاني عام 1991 اعلنت قطر اعترافها الرسمي بروسيا.
في ديسمبر/كانون أول عام 2001 قام امير دولة قطر حمد بن خليفة آل ثاني بزيارة رسمية روسيا الاتحادية. وفي 12 فبراير/شباط عام 2007 زار رئيس روسيا الاتحادية بوتين دولة قطر التي تم خلالها التوقيع على مجموعة من الاتفاقيات بين الحكومتين واتفاقيات على مستوى الوزارات.
في نوفمبر/تشرين ثاني عام 2007 استقبل فلاديمير بوتين ولي العهد القطري تميم بن حمد ورئيس الوزراء ووزير الخارجية حمد بن جاسم آل ثاني (حمد بن جاسم زار روسيا في سنوات 1993و1998و2000و2001و2006و2007).
يستمر العمل في تشكيل القاعدة القانونية للمعاهدات والاتفاقيات. وتم توقيع اتفاقيات للتعاون في مجال الاقتصاد والتجارة والتقنية مع قطر (نوفمبر/تشرين ثاني 1990) وفي مجال الرياضة والتربية البدنية والشباب (فبراير/شباط 1997) والنقل الجوي (أبريل/نيسان عام 1998) ومذكرة بين وزارتي خارجية الدولتين (نوفمبر/تشرين ثاني عام 1998) واتفاقية التعاون العسكري – التقني (مايو 1999) وحول تجنب الضريبة المزدوجة (سبتمبر/ايلول عام 2000) وحول التعاون بين وكالة الانباء القطرية ووكالة انباء «إيتار–تاس» الروسية (أبريل/نيسان عام 1998) واتفاقية التعاون بين غرفة التجارة والصناعة الروسية وقطر (ديسمبر/كانون أول عام 2001) وبين وكالة الأنباء القطرية ووكالة انباء «نوڤوستي» الروسية (نوفمبر/تشرين ثاني عام 2006) وتشجيع رأس المال وحماية الاستثمارات وانشاء مجلس أعمال روسي – قطري (فبراير/شباط عام 2007) ومذكرة تفاهم بين الشركة الروسية المساهمة«لوك اويل» وشركة النفط القطرية (فبراير/شباط عام 2007) والتعاون القنصلي (فبراير/شباط عام 2007).

## اغتيال سليم خان يندرباييف
في 13 فبراير 2004، تم اغتيال سليم خان يندرباييف، رئيس جمهورية الشيشان إشكيريا السابق في الدوحة، قطر، بقنبلة دمرت سيارته، وأصابت ابنه داود (12 سنة) بجروج بليغة، وقيل أنها أودت بحياة اثنين من حراسه.
حامت الشكوك حول مصلحة الاستخبارات الأجنبية و GRU. وفي اليوم التالي قامت السلطات القطرية بإلقاء القبض على ثلاثة من الروس في فيلا تابعة للسفارة الروسية، أحدهم كان سكرتير أول السفارة، ألكسندر فتيسوڤ، الذي أطلق سراحه في مارس بحجة الحصانة الدبلوماسية. أما عميلا GRU الآخران، أناتولي يابلوچكوڤ (ويعرف أيضاً باسم بلاشكوڤ) وڤاسيلي پوگاچيوڤ، فقد اتهما بإغتيال يندرباييڤ، ومحاولة اغتيال ابنه داود وتهريب أسلحة. وحسب موسكو فيابلوچكوڤ وپوگاچيوڤ هما عميلا استخبارات خارجية كانا في مهمة سرية إلى السفارة الروسية في الدوحة لجمع معلومات على الإرهاب الدولي. وزير الدفاع الروسي بالنيابة سرگي إيڤانوڤ تعهد بمساندة الدولة للمتهمين وأعلن أن سجنهم كان غير قانوني. وقد كانت هناك تكهنات أن فتيسوڤ أفرج عنه مقابل مصارعين قطريين احتجزوا في موسكو.
تفاصيل المحاكمة كانت محجوبة عن العامة بعد أن ادعى المتهمون أن الشرطة القطرية قد عذبتهم في الأيام الأولى لاحتجازهم، عندما كان ممنوعين من الاتصال بأي شخص؛ وقد ادعى الروسيان أنهما تعرضا للضرب، الحرمان من النوم واعتداءات من كلاب الحراسة. وبناءً على ادعاءات التعذيب تلك وحقيقة أن الضابطين قد ألقي القبض عليهما في مجمع مباني خارج نطاق السيادة القطرية إذ أنه تابع للسفارة الروسية (أي تابع للتراب الروسي)، فقد طالبت روسيا بالإفراج الفوري عن مواطنيها؛ وقد مثل المتهمين محامي من مكتب محاماة أسسه نيقولاي يگوروڤ، صديق وزميل دراسة للرئيس بوتين في جامعة لنينگراد الحكومية. اختتم الادعاء القطري بأن المتهمين تلقوا أمراً بتصفية سليم خان يندرباييڤ من سرگي إيڤانوڤ. وفي 30 يونيو 2004، حـُكم على الروسيين بالسجن مدى الحياة؛ وفي حيثيات الحكم، قال القاضي أنهما قد عملا بناءً على أوامر من القيادة الروسية.
حـُكم المحكمة في الدوحة سبب احتقاناً شديداً بين قطر وروسيا، وفي 23 ديسمبر 2004، وافقت قطر على إبعاد المسجونين إلى روسيا، حيث سيقضيا سجنهما المؤبد. إلا أن العميلين اُستـُقبِلا استقبال الأبطال لدى عودتهما إلى موسكو في يناير 2005 ثم اختفيا عن الأنظار مباشرة بعد ذلك. وقد اعترفت مصلحة السجون الروسية في فبراير 2005 أن العملين ليسا في السجن، وأردفت أن الحكم الصادر في قطر هو «غير ذا شأن» في روسيا.

## العلاقات التجارية – الاقتصادية

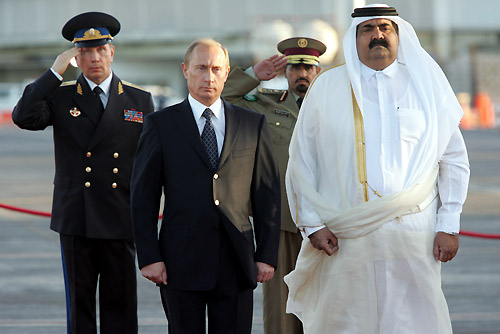
الرئيس الروسي بوتين يستقبله أمير قطر حمد بن خليفة آل ثاني أثناء زيارة دولة إلى قطر في 13 فبراير 2007.

بقي حجم التبادل التجاري بين البلدين عام 2007 قليلا وبلغ 7.5 مليون دولار وفي عام 2008 بلغ 25 مليون دولار.
وتبدي شركة «لوك اويل» المساهمة رغبتها في تنفيذ عمليات المسح الجيولوجي واستغلال حقول النفط القطرية. وضمن اطارالمعاهدة الموقعة خلال زيارة الرئيس الروسي فلاديمير بوتين إلى الدوحة في فبراير/شباط عام 2007 بين شركة «لوك اويل» وشركة نفط قطر تم التوصل إلى مجموعة معينة من الاتفاقات لتنفيذ مشاريع في قطاع النفط والغاز.
في مارس/آذار عام 2007 زار قطر وفد من مجمع الوقود والطاقة الروسي برئاسة رئيس شركة "روس اينيرغو" اوهانسيان وضم الوفد ممثلي شركات "روس نفط" و"گازپروم نيفت " و " لوك اويل اوفر سيز " و" غلوبالستروي اينجينيرينغ " وستروي ترانس غاز ". وتم في اثناء المباحثات الاتفاق على تشكيل لجنة عمل مشتركة لتحضير الاشكال النموذجية للتعاون في قطاع النفط والغاز.
في أبريل/نيسان عام 2007 اجرى وزير الصناعة والطاقة الروسي خريستينكو ورئيس مجلس إدارة شركة «گازپروم» المساهمة مباحثات مهمة في الدوحة.
في يونيو/حزيران عام 2007 زار نائب رئيس الوزراء وزير الطاقة والصناعة القطري عبد الله بن حمد العطية موسكو حيث التقى خلالها النائب الأول لرئيس الوزراء الروسي ورئيس مجلس إدارة شركة «غاز بروم» دمتري ميدفيديف. تم خلال اللقاء توقيع اتفاقية مع شركة قطر للنفط لتبادل المعلومات والخبراء كما تمت مناقشة افاق التعاون ومن ضمنها كيفية تنفيذ المشاريع الاستثمارية والتعاون على اساس تبادل الاصول وفي أسواق احتياطيات الطاقة لمناطق اسيا والمحيط الهادئ وأوروبا.
في ديسمبر/كانون ثاني عام 2008 انعقد في موسكو اللقاء الوزاري السابع للدول المصدرة للغاز (رأس وفد قطر نائب رئيس الوزراء وزير الطاقة والصناعة عبد الله بن حمد العطية). وقع ممثلوا 11 دولة مصدرة للغاز اتفاقا لتأسيس منتدى الدول المصدرة للغاز واقرت النظام الداخلي. وتقرر ان يكون مقر المنتدى في مدينة الدوحة. ويتم التعاون البناء ضمن اطار الهيئة الثلاثية المشكلة من روسيا وقطر وإيران في عام 2008 .
وتحقق التطور اللاحق بأجراء اتصالات لشركة «روس نفط» وشركة «غلوبال ستروي انجينيرنغ» مع شركة قطر للنفط الموجه نحو التعاون المستمر.
تحددت الاستثمارات بالرأسمال القطري البالغ 10- 20 مليون دولار والمودعة في الاوراق المالية الروسية، ورأس المال الروسي الخاص في قطر البالغ 3 – 5 ملايين دولار.وتجري مباحثات بين مؤسسة قطر للاستثمارات وشركة «غاز بروم» الروسية ومجموعة شركات «اينترروس» لتطوير التعاون الاستثماري. واقتنت مؤسسة الاستثمارات القطرية مجموعة اسهم شركة «غاز بروم» المساهمة. في سبتمبر/ايلول عام 2007 اجرى مصرف «فنيش تورغ بنك» الروسي في الدوحة استشارات حول امكانية مساهمة القطريين في إنشاء مصرف (روسي – عربي) للاستثمارات واقناعهم لتمويل مجموعة مشاريع في روسيا.
ساهم المصرف القطري – البحريني «كيو انفيست» بأستثمار جزء من رأس ماله في العقارات بموسكو وسانكت بطرسبورغ. في يوليو/تموز عام 2007 انجزت مجموعة الشركات الروسية «زاب» في الدوحة مشروعا في مجال البناء وتخطط للبدء بمشروع جديد.
وتبرز الشركات الروسية «ستروي ترانس غاز» المساهمة وشبكة الطاقة الموحدة و«روسال» المتحدة و«تيخنوبروم إكسبورت» اهتمامها للمشاركة في المشاريع بقطر.
وبهدف إجراء استشارات للتعاون في مجال الملاحة باستخدام الاقمار الصناعية اتصلت شركة «روسكوسموس» بالمجلس الاعلى للمعلومات والاتصالات التكنولوجية القطري. وفي 31 يناير/كانون ثاني عام 2008 زار الوحة وفد من شركة «روسكوسموس» برئاسة نائب رئيس الشركة ميدفيدجيكوف. وخلال الزيارة التقى الوفد برئاسة المجلس الاعلى للمعلومات والاتصالات التكنولوجية، وتم التعريف بمنظومة الملاحة الفضائية «گلوناس».
وتم في فبراير/شباط 2007 تشكيل مجلس الأعمال الروسي – القطري وبرعايته انعقدت في الدوحة ندوة تعريفية للأعمال.
منذ شهر أغسطس/اب عام 2003 بدأت شركة الخطوط الجوية القطرية رحلات مباشرة بين موسكو والدوحة. ونتيجة ازدياد عدد السياح والمسافرين الترانزيت ارتفع عدد الرحلات عام 2008 إلى 7 رحلات اسبوعيا (حوالي 60 الف مسافر في السنة).
ويستمر توسيع العلاقات الرياضية والفنية وغيرها من المجالات. حيث عمل بالدوحة بعقود خاصة 25 مدربا روسيا في (السباحة والرمي والشطرنج وغيرها) وفي المجال الفني زار قطر فنانون من مدينة ياروسلاڤل وبنزا. وبلغ عدد السياح الروس أكثر من 400 سائح. وفي الدوحة تعطى دروس في اللغة الروسية.
وللمشاركة باللقاءات والفعاليات المختلفة زار قطر ممثلوا الكنيسة الأرثوذكسية الروسية ومجلس المفتين في روسيا.
وتعمل جمعية الصداقة الروسية – القطرية (يرأسها السفير السابق تيخوميروف)
ويزيد عدد المواطنين الروس القاطنين في الدوحة عن أكثر من 700 شخص.

## وصلات خارجية
- (بالروسية) Documents on the Qatar–Russia relationship at the Russian Ministry of Foreign Affairs

### البعثات الدبلوماسية
- (بالإنجليزية) (بالروسية) سفارة روسيا في الدوحة